# Salamandra infraimmaculata
La salamandra infraimmaculata (Salamandra infraimmaculata (Martens, 1885)) è un anfibio urodelo appartenente alla famiglia Salamandridae.

## Descrizione
La salamandra infraimmaculata è facilmente riconoscibile per la sua livrea verde scuro ricoperta di macchie gialle, che serve ad avvertire i predatori della velenosità delle sue carni e le permette una perfetta mimetizzazione con l'ambiente circostante.

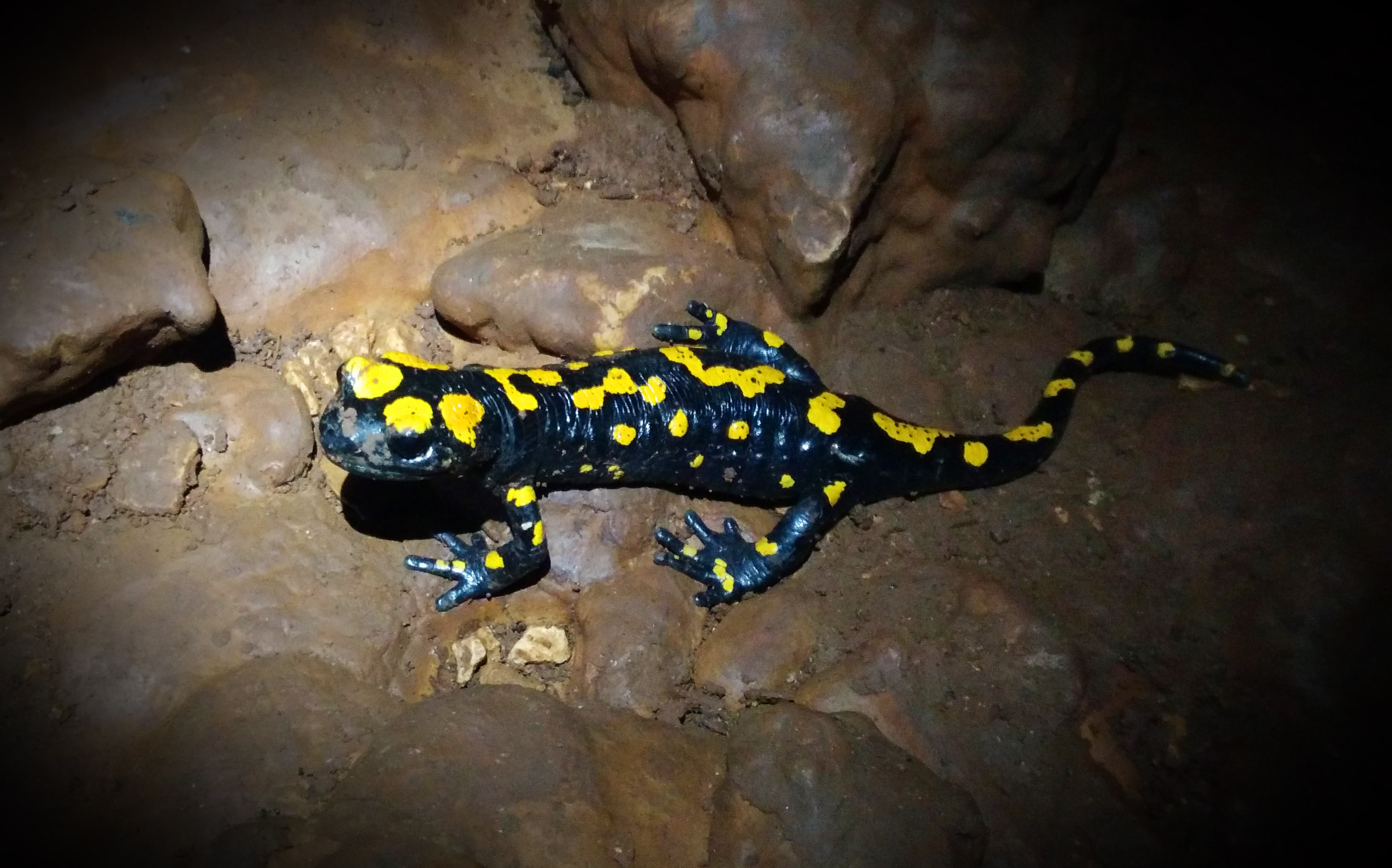
Salamandra infraimmaculata

## Distribuzione e habitat
La salamandra infraimmaculata è diffusa dalla Turchia meridionale alla Siria, al Libano e a Israele settentrionale; con popolazioni isolate in Iraq e Iran.

## Biologia
Si nutre di piccoli insetti, rettili e piante. Può vivere sia in acqua che sulla terraferma, dove passa la maggior parte del tempo.
Nel periodo riproduttivo, tra maggio e giugno, compaiono sugli esemplari maschi delle escrescenze gialle intorno agli occhi. La femmina sceglie il partner in base alla grandezza di tali escrescenze.

## Tassonomia
È strettamente imparentata con la Salamandra algira, la quale tuttavia vive in Algeria.